# 牂柯縣 (牂州)
牂柯縣是隋代䍧州所屬的一個羈縻縣。開皇初置。武德二年更名建安縣。其轄地在今貴州省西部一帶地方，是招撫當地土著所設置的州縣，一般由其頭人任縣官。